# Kirkland (Washington)
Kirkland is een plaats (city) in de Amerikaanse staat Washington, en valt bestuurlijk gezien onder King County.

## Demografie
Bij de volkstelling in 2000 werd het aantal inwoners vastgesteld op 45.054.
In 2006 is het aantal inwoners door het United States Census Bureau geschat op 46.476, een stijging van 1422 (3.2%).

## Geografie
Volgens het United States Census Bureau beslaat de plaats een oppervlakte van
28,5 km², waarvan 27,6 km² land en 0,9 km² water. Kirkland ligt op ongeveer 67 m boven zeeniveau.

## Plaatsen in de nabije omgeving
De onderstaande figuur toont nabijgelegen plaatsen in een straal van 8 km rond Kirkland.